# ۲۰۰۱ (آلبوم)
۲۰۰۱ (به انگلیسی: 2001) آلبومی از دکتر دره است که در سال ۱۹۹۹ میلادی منتشر شد. این البوم توسط افترمث انترتینمنت و اینتراسکوپ رکوردز منتشر شد. این آلبوم توسط دکتر دره و Mel-Man و Lord Finesse تهیه شده و در این البوم چند رپر همانند اسنوپ داگ، ایگزیبیت و Hittman  و Kurupt، امینم و نیت داگ حضور دارند.